# 新波利斯西亞
51°23′46″N 32°54′48″E / 51.39611°N 32.91333°E
新波利斯西亞（烏克蘭語：Нове Полісся），是烏克蘭北部的村莊，隸屬切爾尼希夫州的尼任區。該村始建於1650年，面積0.2平方公里，海拔高度122米，2006年人口43，人口密度每平方公里220.5人。